# فيل باب
فيل باب (بالإنجليزية: Phil Babb)‏ (مواليد 30 نوفمبر 1970) هو لاعب كرة قدم. يلعب مع منتخب جمهورية أيرلندا لكرة القدم. سبق له أن لعب في كأس العالم لكرة القدم مع منتخب بلاده.

## مسيرته الكروية
لعب فيل باب خلال مسيرته الاحترافية مع 8 أندية في ثمانية عشر موسمًا وسجل خلالها 18 هدفًا ضمن 374 مباراة. حيث فاز في موسم واحد بالكأس وفي موسم واحد بالدوري.
خاض فيل باب مسيرته مع نادي نيوكاسل يونايتد في موسم 1988–89 لمدة موسم واحد، لم يشارك في أي مباراة ولم يسجل أي هدف. ثم انتقل إلى نادي ميلوول في موسم 1989–90 لمدة موسم واحد، حيث لم يشارك في أي مباراة ولم يسجل أي هدف أيضًا. لينتقل بعدها إلى نادي برادفورد سيتي في موسم 1990–91 ولمدة موسمين، مشاركًا في 80 مباراة سجل خلالها 14 هدفًا. ثم انتقل إلى نادي كوفنتري سيتي في موسم 1992–93 واستمر معه طيلة ثلاثة مواسم، مشاركًا في 77 مباراة سجل خلالها 3 أهداف. هذا وانتقل لاحقًا إلى نادي ليفربول في موسم 1994–95 ليلعب معه ستة مواسم، مشاركًا في 128 مباراة سجل خلالها هدفًا واحدًا. ثم انتقل بعدها إلى نادي ترانمير روفرز في موسم 1999–00 لمدة موسم واحد، مشاركًا في 4 مباريات ولم يسجل أي هدف. ليعود وينتقل من جديد، لكن هذه المرة إلى نادي سبورتينغ لشبونة في موسم 2000–01 ولمدة موسمين، مشاركًا في 37 مباراة ولم يسجل أي هدف أيضًا. لينتقل بعدها إلى نادي سندرلاند في موسم 2002–03 ولمدة موسمين، مشاركًا في 48 مباراة ولم يسجل أي هدف أيضًا.

## روابط خارجية
- فيل باب على موقع الاتحاد الدولي (مؤرشف)  (الإنجليزية)
- فيل باب على موقع الاتحاد الأوربي (الإنجليزية)
- فيل باب على موقع قاعدة بيانات كرة القدم.إي يو (الإنجليزية)
- فيل باب على موقع ناشيونال فوتبول تيمز (الإنجليزية)
- فيل باب على موقع Soccerbase.com (لاعب) (الإنجليزية)
- فيل باب على موقع Soccerway.com (الإنجليزية)
- فيل باب على موقع عالم كرة القدم.نت (الإنجليزية)